# Friedland (Mecklenburg)
Friedland település Németországban, Mecklenburg-Elő-Pomeránia tartományban. Lakosainak száma 6550 fő (2023. december 31.).

## Népesség
A település népességének változása:
| Lakosok száma | 6514 | 6472 | 6423 | 6478 | 6550 |
|               | 2017 | 2019 | 2021 | 2022 | 2023 |